# Visitor
Pour les articles homonymes, voir Visitors.
Le mont Visitor fait partie d'un petit groupe montagneux du Monténégro coincé entre les massifs de Komovi à l'ouest et de Prokletije à l'est, dans les Alpes dinariques. Il comprend également le Goles (2 126 m), le Zeletin (2 112 m) et le Greben (2 196 m). Son versant oriental est bordé, du sud au nord, par le Lim. Le Visitor s'étend sur 12 kilomètres au nord-ouest du lac de Plav (Plavsko jezero) et culmine à 2 211 mètres d'altitude au pic Bandera ou pic Plana. Il abrite le Visitorsko jezero (1 820 mètres d'altitude, 92 mètres de long, 73 mètres de large, 4 mètres de profondeur). Alors que les piémonts de la montagne sont recouverts de forêt, sa partie supérieure est faite d'alpages et de rochers.
L'ascension est possible par trois itinéraires balisés. Le plus facile mène, par le versant nord, depuis Murino (833 mètres d'altitude), au sommet en quatre heures de marche en moyenne. Les deux autres démarrent de Brezojevice (915 m) et Plav (928 m) et sont comparables en termes de temps.